# Pečat
Pečat općenito služi za označavanje ili ovjeru službenih isprava ili radnji organizacija ili pojedinaca. Rabi se za utvrđivanje vjerodostojnosti ili tajnosti dokumenata, pisama i drugih dokumenata. U pravilu sastoji se od pečata od voska. Kad je rastopljen i mekan znak se stavi na površinu papira. Time se jamči da sadržaj pošiljke nije otvaran jer se pri otvaranju pečat ošteti.
Pečat rabe i sudske i izvršne vlasti (policija) primjerice pečaćenjem prostorija u nekretninama s pečatom na vratima. Pri otvaranju vrata pečat se slomi. Neprelomljen pečat služi kao dokaz da nitko nije ušao u sobu.